# تيم هيكر
تيم هيكر هو موسيقي ومنتج أسطوانات ومحاضر كندي، ولد في 1974 في فانكوفر في كندا.

## وصلات خارجية
- الموقع الرسمي
- تيم هيكر على موقع IMDb (الإنجليزية)
- تيم هيكر على موقع ألو سيني (الفرنسية)
- تيم هيكر على موقع ميوزك برينز (الإنجليزية)
- تيم هيكر على موقع ميوزك برينز (الإنجليزية)
- تيم هيكر على موقع أول ميوزيك (الإنجليزية)
- تيم هيكر على موقع أول ميوزيك (الإنجليزية)
- تيم هيكر على موقع ديسكوغز (الإنجليزية)
- تيم هيكر على موقع ديسكوغز (الإنجليزية)
- تيم هيكر على موقع قاعدة بيانات الفيلم (الإنجليزية)